# Клеомед
Клеомед (др.-греч. Κλεομήδης) — древнегреческий астроном и философ-стоик. Под именем Клеомеда до нас дошло единственное сочинение: «Учение о круговращении небесных тел» (др.-греч. Κυκλικὴ θεωρία μετεώρων).
Время жизни Клеомеда достоверно неизвестно. Часто его относят ко второй половине I века н. э. на основании того, что книга Клеомеда содержит множество ссылок и пространных цитат из трудов стоика Посидония (первая половина I века до н. э.), но не упоминает Птолемея (первая половина II века н. э.). Однако есть и другая точка зрения, согласно которой особенности предмета и метода Клеомеда не требовали ссылок на Птолемея; по мнению Отто Нейгебауэра, сообщаемые Клеомедом результаты астрономических наблюдений лучше удовлетворяют картине второй половины IV века н. э.

## Труды
Труд Клеомеда представляет собой популярный учебник по астрономии, не претендовавший на большую оригинальность содержания. К этому же типу сочинений относятся дошедшие до нас трактаты Гемина и Теона Смирнского. В первой книге трактата Клеомеда излагаются последовательно следующие вопросы:
- О космосе, о пустоте вне его, и о середине космоса по отношению к краям;
- О небесных кругах и поясах, о частях и обитаемых областях Земли;
- О звёздах и планетах;
- О круге Зодиака и о движении по нему Солнца и планет;
- О наклоне космоса и о причине перемены времён года, и также увеличения и уменьшения дней и ночей;
- О том, что возрастание дней происходит неравномерно, а также о том, что жаркие области могут быть обитаемы;
- Об областях Земли;
- О сферичности Земли и космоса;
- О том, что Земля находится в центре космоса;
- О размерах Земли (здесь обсуждаются результаты Эратосфена и Посидония);
- О том, что Земля относится к небу как точка.

Вопросы, обсуждаемые во второй книге, таковы:
- О размере Солнца по Эпикуру, и о том, что в этом вопросе не надо следовать за воображением (эта глава, самая большая в трактате, содержит жёсткую полемику с Эпикуром, утверждавшим, что «Солнце таково, каким оно нам представляется»);
- О том, что Солнце больше Земли;
- О размерах Луны и звёзд;
- О свете Луны (здесь обсуждается ряд теорий, объясняющих свет Луны; сам Клеомед придерживается учения стоиков о том, что свет Луны образуется через смешение солнечного света со светом, излучаемым самой Луной);
- О фазах Луны и о её сближении с Солнцем;
- О лунных затмениях (здесь Клеомед обсуждает такое редкое небесное явление, когда Луна и Солнце одновременно видны над горизонтом, и при этом наблюдается полное лунное затмение: он объясняет его преломлением лучей света в атмосфере Земли);
- О планетах (эта последняя глава обрывается в самом начале).

О популярности трактата Клеомеда в Средние века свидетельствует большое количество рукописей — свыше 70.

## Память
В 1935 г. Международный астрономический союз присвоил имя Клеомеда кратеру на видимой стороне Луны.

### Сочинения
- [www.astro-cabinet.ru/library/Kleomed/kleomed-teoriya-krugovrascheniy-nebesnih-tel.pdf Клеомед. Учение о круговращении небесных тел.] Пер. А. И. Щетникова. ΣΧΟΛΗ, Т.4. Выпуск 2, 2010, с. 349—415.
- Bowen A. C., Todd R. B. Cleomedes’ lectures on astronomy. A translation of The Heavens with an introduction and commentary. Univ. of California Press, 2004.

### Исследования
- Столяров А. А. Клеомед. // Античная философия. Энциклопедический словарь. М.: Прогресс-Традиция, 2008. С. 422—423.
- Щетников А. И. Измерение астрономических расстояний в Древней Греции // ΣΧΟΛΗ. — 2010. — № 4. — С. 325—340.
- Neugebauer O. A history of ancient mathematical astronomy. Berlin: Springer, 1975, p. 959—965.
- Ross H. E. Cleomedes (c. 1st century AD) on the celestial illusion, atmospheric enlargement, and size-distance invariance. Perception, 29, 2000, p. 863—871